# 2021年南蘇丹高級航空Let L-410空難
2021年南蘇丹高級航空Let L-140空難指的是發生在2021年3月2日的一起空難。

## 當事航空器
當事的航空器是一架南蘇丹至尊航空公司（South Sudan Supreme Airlines）的Let L-140，註冊號為HK-4274(虛假註冊號)。

## 虛假註冊號
飛機的註冊號匹配的是哥倫比亞的一架阿古斯塔貝爾AB-205A直升機（Agusta-Bell AB-205A helicopter）而並非失事航空器。失事航空器上噴塗的是一個“虛假註冊號”。

## 事故過程
南蘇丹民航局報告說，飛機的發動機之一在起飛後約十分鐘發生故障。據報導，在轉回皮埃里時，第二台發動機也發生了故障。